# Jochen Wolfram
Jochen Wolfram (* 22. Dezember 1966 in Sendenhorst) ist ein deutscher Segler.
Jochen Wolfram lernte nach der Schule den Beruf des Landmaschinenmechanikers und ging danach für 12 Jahre zur Bundeswehr. Dort wurde er zum Triebwerkmeister für Helikopter und Hubschraubermechanikermeister ausgebildet und machte 1999 den Abschluss als Maschinenbautechniker.
Bereits mit 6 Jahren kam er in Kontakt mit dem Segelsport. Zunächst in der Opti-Klasse segelnd, wechselte er 1978 in den Pirat, den er bis 1989 segelte. Danach, 1989 bis 1997, war er im 15er (P-Boot) und 20er Jollenkreuzer aktiv, mit dem er Deutscher Meister wurde. Er sammelte viel Erfahrung im H-Boot, Drachen und großen Maxi-YAchten (Swan, Wally) auf nationalen und internationalen Meisterschaften. 1997 begann die sportliche Karriere zusammen mit Reinhardt Schmidt erfolgreich in der Starbootklasse. Diese endete 2000 mit der verpassten Olympiaqualifikation für Sydney. Von 2001 bis 2003 segelte er mit verschiedenen Steuerleuten im Starboot, bis er Mitte 2003 mit Alexander Hagen zusammenkam. Hagen und Wolfram nahmen in Athen an den Olympischen Spielen teil. Seit 2005 war er bis zu dessen Auflösung Team-Mitglied im United Internet Team Germany.